# Fjodor Nikolajewitsch Milkow
Fjodor Nikolajewitsch Milkow (russisch Фёдор Николаевич Мильков; * 17. Februar 1918 im Dorf Dorowaja bei Nikolsk; † 15. Oktober 1996 in Woronesch) war ein sowjetisch-russischer Physiogeograph, Landschaftsgeograph und Hochschullehrer.

## Leben
Milkow stammte aus einer kinderreichen Bauernfamilie. 1934 begann er das Studium am Moskauer Oblast-Institut für Pädagogik in der Geographie-Fakultät. Mit dem Diplom I. Klasse 1938 wurde er Aspirant am Forschungsinstitut für Geographie der Universität Moskau (MGU). Daneben arbeitete er als Mittelschullehrer (1938–1941). 1941 verteidigte er mit Erfolg seine Dissertation über Charakteristika der Landschaften der nördlichen Waldsteppe für die Promotion zum Kandidaten der geographischen Wissenschaften.
Milkow arbeitete nun in Orenburg am Tschkalow-Institut für Pädagogik (Pedinstitut, seit 1996 Staatliche Pädagogische Universität Orenburg). Hier schrieb er seine erste Monografie über die Orenburger Steppen. 1946–1950 leitete er den Lehrstuhl für Geographie des Pedinstituts. Daneben war er 1945–1948 Doktor-Aspirant bei Andrei Alexandrowitsch Grigorjew am Moskauer Institut für Geographie der Akademie der Wissenschaften der UdSSR (AN-SSSR, seit 1991 Russische Akademie der Wissenschaften (RAN)). 1949 verteidigte er mit Erfolg seine Doktor-Dissertation über die Waldsteppe der Russischen Ebene und die Charakteristika dieses Landschaftsgürtels für die Promotion zum Doktor der geographischen Wissenschaften. Damit war er der jüngste Doktor der geographischen Wissenschaften in der UdSSR mit gleichzeitiger Ernennung zum Professor.
Ab 1950 leitete Milkow den Lehrstuhl für Physische Geographie der Staatlichen Universität Woronesch. Zu seinen Schülern gehörten Ali Abdulkassimowitsch Abdulkassimow, Wladimir Borissowitsch Michno, Grigori Iwanowitsch Denissik und Alexander Alexandrowitsch Tschibiljow.
Milkow wurde weithin bekannt durch seine Arbeiten zur Theorie, Methodik und Praxis der Landschaftsgeographie. Er gehörte zu den Begründern der anthropogenen Landschaftsgeographie. Er entwickelte das Konzept des Landschaftsgürtels der Erde und lieferte einen großen Beitrag zur landschaftlichen und physiogeographischen Zonierung und Kartierung der zentralen Schwarzerde-Region. Er sorgte für die Herausgabe der Arbeiten Pjotr Iwanowitsch Rytschkows, Eduard Friedrich Eversmanns und Sergei Semjonowitsch Neustrujews zur Geographie des Gouvernements Orenburg. 1985 wurde Milkow Ehrenmitglied der Geographischen Gesellschaft der UdSSR. 1988 wurde er beratender Professor.

## Ehrungen, Preise
- Preis und Semjonow-Tjan-Schanski-Goldmedaille der Geographischen Gesellschaft der UdSSR für die Monografien über die Naturzonen der UdSSR und über Landschaftsgeographie und Probleme der Praxis (1966)[1]
- Verdienter Wissenschaftler der RSFSR (1970)[4]
- Große Gedenkmedaille der Allrussischen Gesellschaft für Naturschutz